# Urs Fischer (Künstler)

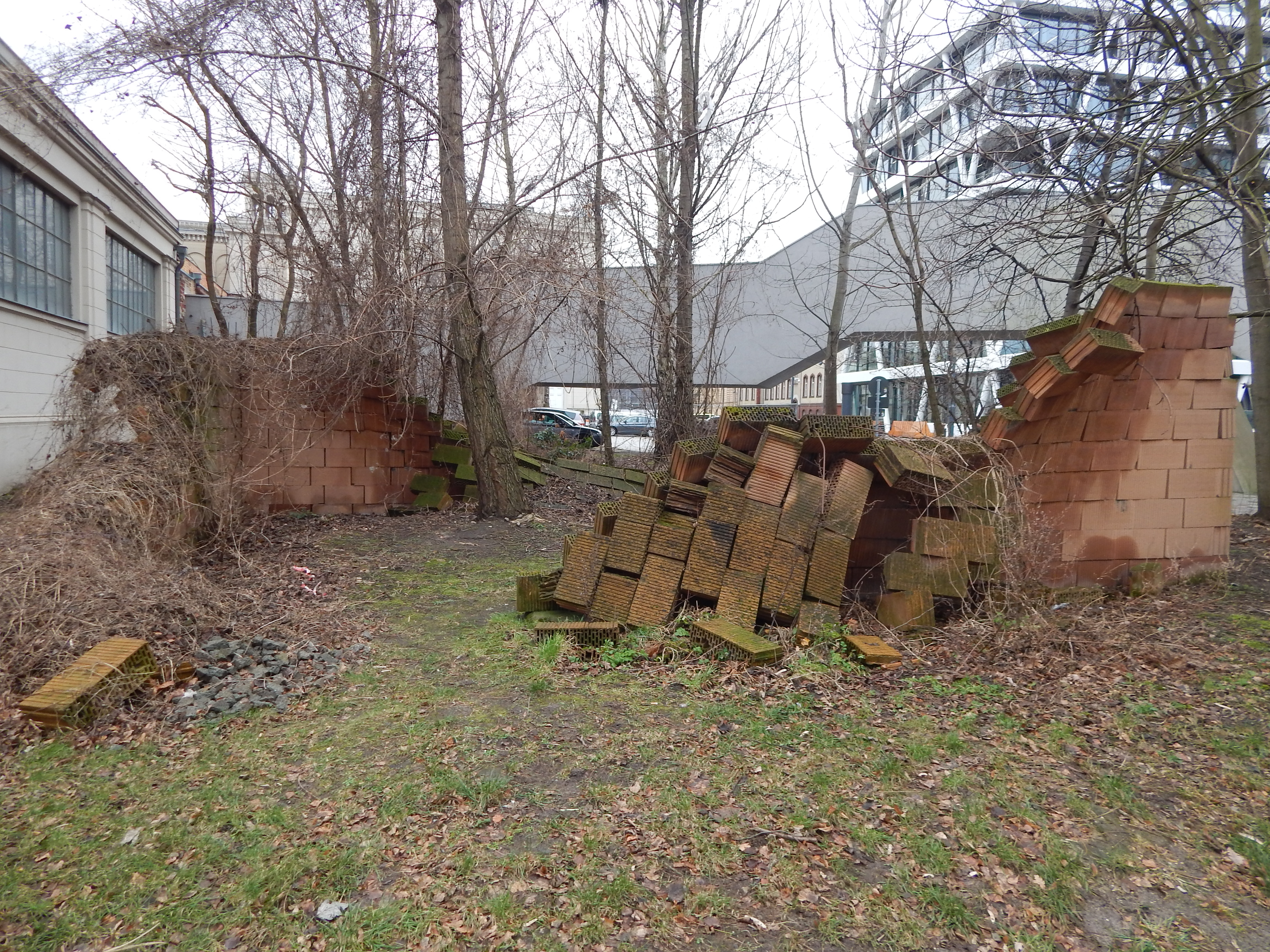
Baked Master’s Basket, 1999/2005, Nationalgalerie (Berlin)

Urs Fischer (* 2. Mai 1973 in Zürich) ist ein in Los Angeles lebender Schweizer Künstler.

## Leben und Werk
Fischer studierte 1991 Fotografie an der Schule für Gestaltung in Zürich ohne Abschluss. 1993–1998 liess er sich an der freien Akademie De Ateliers in Amsterdam weiterbilden. Fischer machte ab 2001 vor allem mit lebensgrossen, kerzenähnlichen Wachsfiguren auf sich aufmerksam, die er während den Ausstellungen jeweils abbrennen liess. Damit entzogen sie sich in ihrer Vergänglichkeit und Verflüssigung dem Ewigkeitsanspruch der Kunst. Auf der 54. Biennale di Venezia 2011 liess er massstabsgetreue Wachskopien von Giambolognas Raub der Sabinerinnen niederbrennen.
Seine Werke waren in zahlreichen Solo-Ausstellungen zu sehen, so etwa im Kunsthaus Glarus 2000, im Kunsthaus Zürich, im Museum Boijmans Van Beuningen in Rotterdam, im Centre Georges Pompidou in Paris sowie in der Whitney Biennial 2006. Von Juni bis August 2005, nachdem Fischer bereits mehrere Jahre in Berlin gelebt hatte, widmete ihm der Hamburger Bahnhof eine Einzelausstellung und präsentierte sein Werk als Teil der Friedrich Christian Flick Collection. Fischers Werk Thinking about Akbar, 2005, befindet sich im Museo Cantonale d’Arte von Lugano. 2009 wurde seine erste Einzelausstellung in den USA im New Museum in New York eröffnet. Die Vorbereitungen zur Ausstellung stehen im Zentrum des schweizerischen Dokumentarfilms Urs Fischer von Iwan Schumacher, der 2010 erschien. 2017 präsentierte er eine überlebensgrosse Büste von Katy Perry mit dem Titel Bliss aus Knetmasse. Das Publikum durfte Stücke aus der Büste herausreissen und sie an anderen Stellen oder an den Wänden des Ausstellungsraums wieder hinzufügen.
Fischer ist Vater von zwei Töchtern und lebt heute in Los Angeles.

## Auszeichnungen (Auswahl)
Fischer wurde 1995 und 1999 mit dem Eidgenössischen Preis für freie Kunst ausgezeichnet. 1999 erhielt er ausserdem den Prix Mobilière. 1997 erhielt er ein Stipendium der Kiefer Hablitzel Stiftung.

## Varia
2019 kollaborierte er mit dem Modehaus Louis Vuitton und kreierte die «ArtyCapucine»-Tasche neu, indem er ihr Obst- und Gemüseanhänger anfügte. 2021 gestaltete er im Rahmen der Kooperation «Louis Vuitton × Urs Fischer» das Monogramm-Motiv von Louis Vuitton neu.